# Alice Boughton
Alice Boughton (14 mai 1866, Brooklyn - 21 juin 1943, Long Island) est une photographe américaine reconnue pour ses photographies de nombreuses figures littéraires et théâtrales du XXe siècle.
Elle est membre du mouvement Photo-Secession, un cercle de photographes dont les efforts artistiques ont contribué à faire de la photographie une forme d'art à part entière.

## Biographie
Originaire de la ville de New York, Alice Boughton est la fille de Frances Ayres et de l'avocat américain William H. Boughton. Dans les années 1880, elle commence à étudier l'art et la photographie à la Pratt School of Art and Design. Elle y rencontre la photographe américaine Gertrude Käsebier.  
En 1890, Alice Boughton ouvre son propre studio de portrait sur East 23rd Street à New York, dans lequel elle articulera son travail pendant près de quarante années. Vers 1901, elle part étudier l'Art à Rome et la photographie à Paris, où elle travaille comme assistante dans le studio d'été de Gertrude Käsebier. En 1902, elle remporte une mention honorable pour son travail à l'Exposition internationale des arts décoratifs et des beaux-arts de Turin.  
Dès 1920, elle partage son quotidien avec son ancienne professeure d'Art à l’Institut Pratt, l'artiste Ida Haskell. En 1931, la photographe ferme son studio et se sépare des milliers de négatifs. Elle s'installe définitivement dans sa maison de Brookhaven à Long Island, qu'elle partage avec Ida Haskell.   
Alice Boughton succombe à une pneumonie, le 21 juin 1943.  

## Carrière professionnelle
Si la date précise de sa rencontre avec Alfred Stieglitz reste inconnue, il apparaît que le photographe et marchand d'art américain connaissait et admirait son travail en 1902, lorsque celui-ci inclut deux de ses œuvres dans l'exposition inaugurale de ses Little Galleries de la Photo-Secession à New York. En 1906, il nomme Alice Boughton membre de la Photo-Secession. L'année suivante, elle participe avec les photographes C. Yarnall Abbot et William B. Dyer à une exposition organisée aux Little Galleries. En avril 1909, six de ses photographies et un essai intitulé Photography, A Medium of Expression, sont publiés dans le n° 26 de Camera Work, la revue d'Alfred Stieglitz. Pendant cette même période, ses photographies sont présentées lors de grandes expositions à travers le monde, tels Londres, Paris, Vienne, La Haye et New York.
Pour aider à réaliser le doux et faible contraste de ses images, elle expérimente différentes méthodes d'impression telles que l'impression au platine et au bromure. 
Les travaux d'Alice Boughton s'ancrent dans le mouvement New Woman, un idéal féministe qui a émergé à la fin du XIXe siècle et qui a profondément influencé le féminisme jusqu'au XXe siècle. Au fur et à mesure de leur accès à toutes les branches de l'enseignement supérieur, les femmes artistes sont devenues membres d'entreprises professionnelles et ont également fondé leurs propres associations artistiques. Les femmes artistes « ont alors joué un rôle crucial dans la représentation de la New Woman, à la fois en redessinant les représentations féminines et en illustrant ce type émergeant par leur propre vie ».
Elle devient l'une des portraitistes les plus éminentes de New York, bien qu'elle réalise parallèlement de nombreux paysages aux États-Unis et en Europe, y compris la célèbre propriété Rockefeller Kykuit à Pocantico Hills. La photographe produit des portraits d'enfants, ainsi que des nus féminins dans des contextes allégoriques ou naturels. Parmi ses œuvres les plus célèbres, se distinguent les portraits d'Eugene O'Neill, Albert Pinkham Ryder, George Arliss ou Robert Louis Stevenson, dont le portrait a inspiré le propre portrait de John Singer Sargent.
En 1928, une collection de ses portraits est éditée dans l'ouvrage Photographing the Famous et inclut des sommités telles que William Butler Yeats, Julia Ward Howe, Henry James, Walter de la Mare, G.K. Chesterton, Maxime Gorki, John Burroughs, Ruth Saint Denis, Eleonora Duse et Yvette Guilbert.
Ses œuvres font partie des collections permanentes du Metropolitan Museum of Art, de la National Portrait Gallery du Royaume-Uni, de la National Portrait Gallery des États-Unis ou encore de la George Eastman House,.
Le travail photographique d'Alice Boughton a été influent pendant son temps ; elle a promu et incarné non seulement le mouvement pictorialiste, mais aussi l'importance de la photographie comme art.

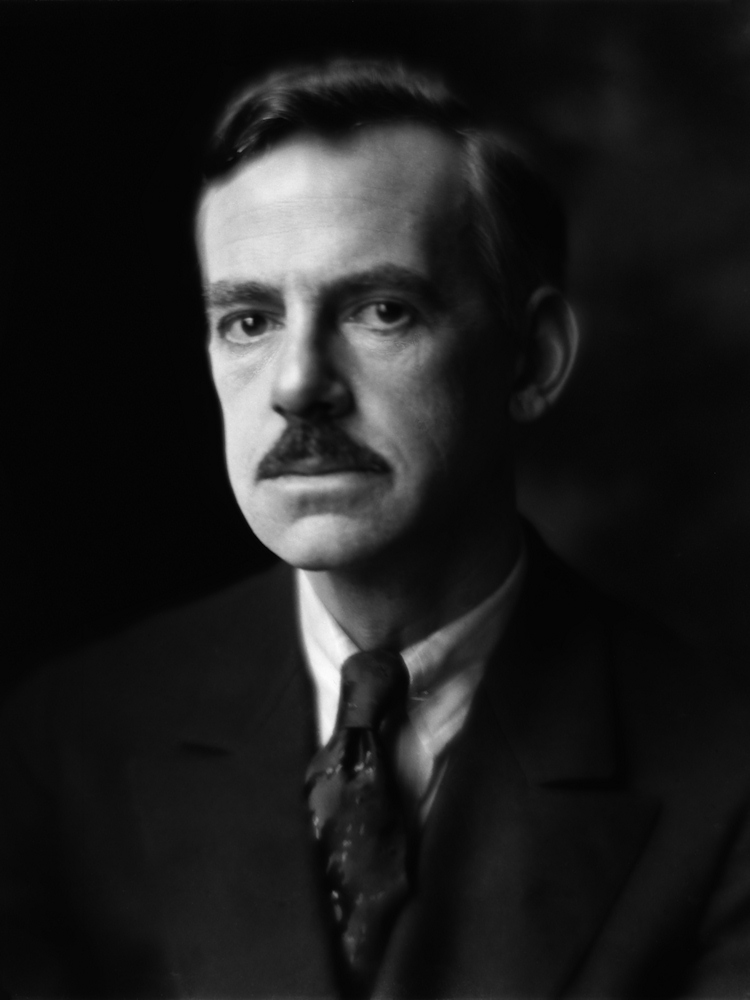
Eugene O'Neill.
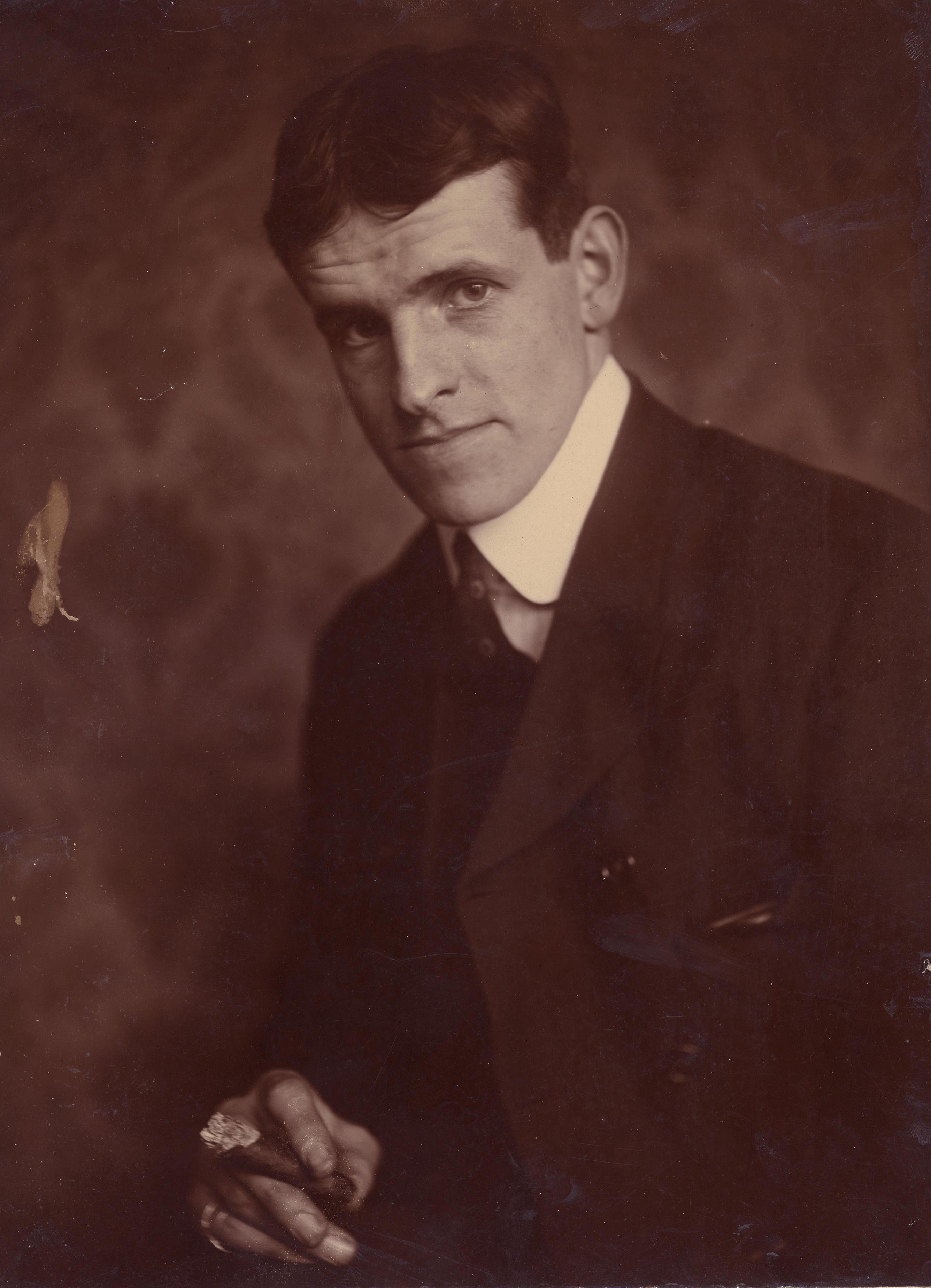
Jack Butler Yeats, 1904.
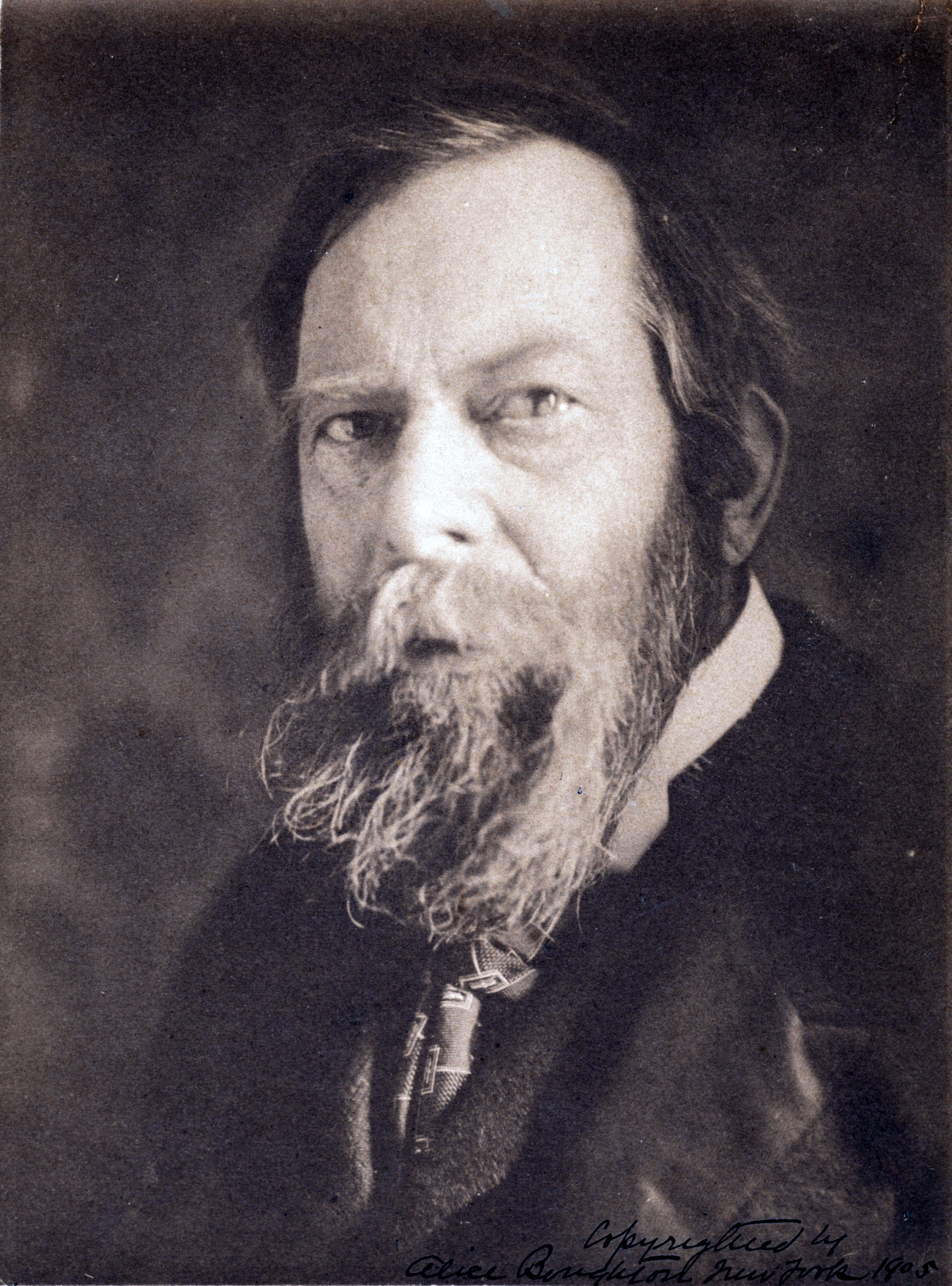
Albert Pinkham Ryder, vers 1905.
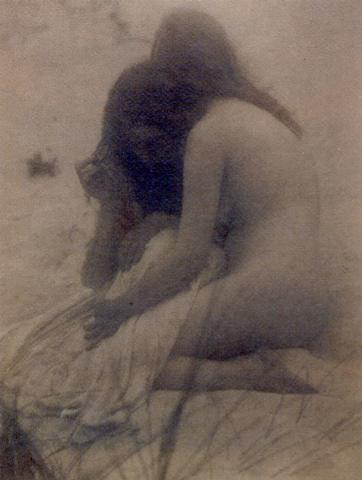
Comforted, 1906.
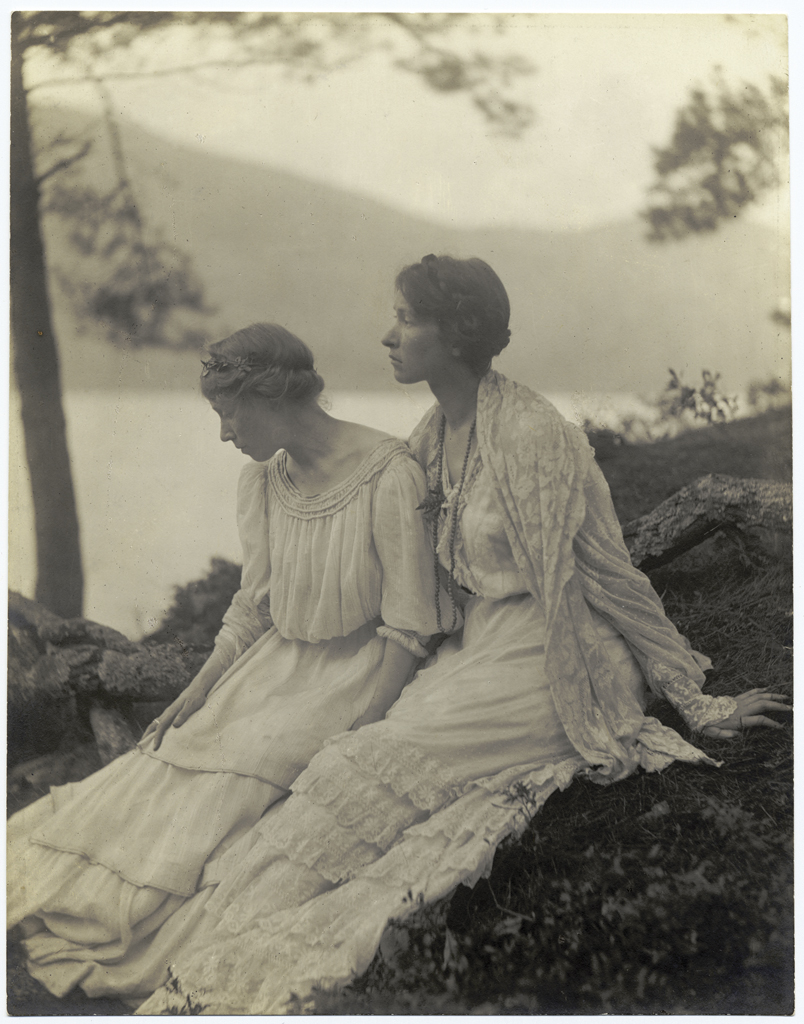
Two women under a tree [Deux femmes sous un arbre], 1906.
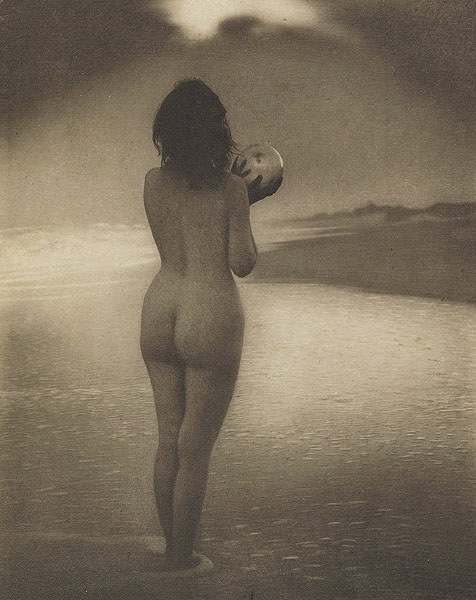
Dawn [Aube], photogravure publiée dans Camera Work, no  26, 1909.
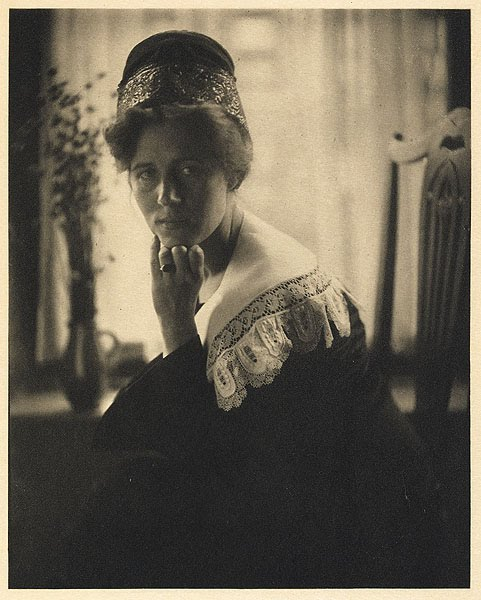
Danisch Girl, photogravure publiée dans Camera Work, no  26, 1909.
John Burroughs et ses petits-enfants, vers 1910.
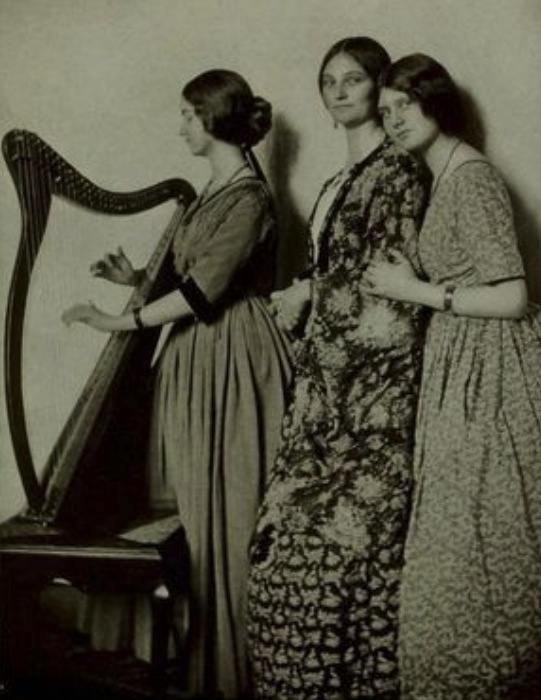
Les sœurs Fuller, 1915.
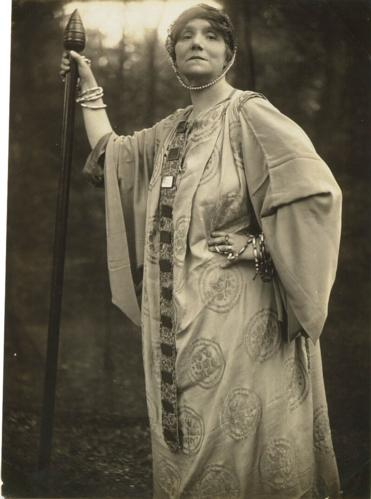
Portrait d'Yvette Guilbert.

## Publications
- Photographing the Famous, Alice Boughton, Avondale Press, 111 p, 1928, ASIN B0000D5MDH